# Mel do Parque de Montezinho
O Mel do Parque de Montesinho DOP é um produto de origem portuguesa com Denominação de Origem Protegida pela União Europeia (UE) desde 21 de junho de 1996.

## Agrupamento gestor
O agrupamento gestor da denominação de origem protegida "Mel do Parque de Montesinho" é a Agrupamento de Produtores de Mel do Parque, LDA.